# Domino, Texas
Domino là một thị trấn thuộc quận Cass, tiểu bang Texas, Hoa Kỳ. Năm 2010, dân số của thị trấn này là 93 người.

## Dân số
- Dân số năm 2000: 52 người.
- Dân số năm 2010: 93 người.